# Янг, Уилл
Уильям Роберт Янг (англ. William Robert Young; 20 января 1979, Уокингем, графство Беркшир) — британский певец. В 2002 году одержал победу в первом сезоне конкурса молодых исполнителей Pop Idol. Сразу после победы сделал заявление о том, что он — гей. Это не помешало ему сделать блестящую карьеру в музыке и сняться в кино.

## Биография
Родился 20 января 1979 года в г. Уокингем, графство Беркшир. Некоторое время посещал Оксфордский университет.
Победа Янга в конкурсе Pop Idol (в России аналогом которого является конкурс «Народный артист») была во многом неожиданной, так как фаворитом считался занявший в итоге второе место Гарет Гейтс. Ещё больше шокировало сделанное Янгом вскоре после победы признание в том, что он гей.
Янг продолжает успешно заниматься музыкой. Снимается в кино. Янг снимался в нашумевшем сериале «Молокососы».

## Музыка

### Pop Idol
Песни, исполненные Уиллом Янгом на конкурсе:
- Audition — «Blame It on the Boogie» by the Jackson 5
- London Rounds (Day 1 — first round): «Up on the Roof» by The Drifters
- London Rounds (Day 1 — second round): «All or Nothing» by O-Town
- London Rounds (Day 2): «Fastlove» by George Michael
- Top 50 (Semi Finals): «Light My Fire» by The Doors
- Top 10 (Your Pop Idol): «Until You Come Back to Me» by Арета Франклин
- Top 9 (Christmas Songs): «Winter Wonderland»
- Top 8 (Burt Bacharach Songs): «Wives and Lovers» by Джек Джонс
- Top 7 (Movie Hits): «Ain't No Sunshine» by Bill Withers
- Top 6 (ABBA Songs): «The Name of the Game» by ABBA
- Top 5 (Big Band Hits): «We Are in Love» by Гарри Конник мл.
- Top 4 (No 1 Hits): «Night Fever» by The Bee Gees; «There Must Be an Angel (Playing with My Heart)» by the Eurythmics
- Top 3 (Judges' Choice): «Beyond the Sea» by Бобби Дарин; «I Get the Sweetest Feeling» by Jackie Wilson
- Top 2 (Grand Finale): «Anything Is Possible»; «Light My Fire» by The Doors; «Evergreen» by Westlife

## Дискография
- From Now On (2002)
- Friday's Child (2003)
- Keep On (2005)
- Let It Go (2008)
- The Hits (2009)
- Echoes (2011)
- 85% Proof (2015)
- Lexicon (2019)
- Crying On The Bathroom Floor (2021)